# Liste der Monuments historiques in Tartigny
Die Liste der Monuments historiques in Tartigny führt die Monuments historiques in der französischen Gemeinde Tartigny auf.

## Liste der Bauwerke
| Bezeichnung | Beschreibung                  | Standort | Kennzeichnung | Schutzstatus | Datum | Bild           |
| ----------- | ----------------------------- | -------- | ------------- | ------------ | ----- | -------------- |
| Schloss     | Erbaut ab dem 16. Jahrhundert | (Lage)   | PA60000010    | Inscrit      | 1998  | weitere Bilder |